# ما نفعله في الظلال (مسلسل تلفزيوني)
ما نفعله في الظلال (بالإنجليزية: What We Do in the Shadows) هو مسلسل تلفزيوني رعب كوميدي ساخر من إنتاج Jemaine Clement والذي تم عرضه لأول مرة في 27 مارس 2019 على FX . المسلسل التلفزيوني الثاني المقتبس من فيلم 2014 الذي يحمل نفس الاسم كتبه كليمنت وتايكا وايتيتي، يتبع المسلسل أربعة زملاء مصاصي الدماء في جزيرة ستاتن، والنجوم كايفان نوفاك، مات بيري، ناتاسيا ديميتريو، هارفي غيلين، ومارك بروكس. .
تم عرض الموسم الثاني من المسلسل لأول مرة في 15 أبريل 2020،   والموسم الثالث تم عرضه لأول مرة في 2 سبتمبر 2021. في أغسطس 2021، تم تجديد المسلسل لموسم رابع قبل العرض الأول للموسم الثالث. تم عرض الموسم الرابع لأول مرة في 12 يوليو 2022. في يونيو 2022، تم تجديد المسلسل للموسم الخامس والسادس، قبل العرض الأول للموسم الرابع. لقد نال استحسان النقاد (خاصةً بسبب طاقمه وكتابته) وتم ترشيحها لـ 17 جائزة إيمي، بما في ذلك سلسلة الكوميديا المتميزة في عامي 2020 و 2022 .

## ملّخص
تقع احداثه بشكل رئيسي في جزيرة ستاتن، مدينة نيويورك، نيويورك، يتبع ما نفعله في الظلال حياة ثلاثة مصاصي دماء تقليديين، ناندور ولازلو وناديا؛ كولين روبنسون، مصاص دماء للطاقة؛ وغييرمو، مألوف في ناندور. تدور أحداث المسلسل حول مصاصي الدماء الذين يتفاعلون مع العالم الحديث والكائنات الخارقة الأخرى.

## الممثلين والشخصيات

### رئيسي
- كيفان نوفاك مثل Nandor the Relentless - الزعيم المتعطش للدماء لمملكة Quolanudar الخيالية في جنوب إيران ومحارب يخدم الإمبراطورية العثمانية. بصفته أقدم مصاص دماء، فهو الزعيم المعلن للمجموعة، وعلى هذا النحو يدعو في كثير من الأحيان اجتماعات منزلية لإجراء مناقشات تافهة. على الرغم من أنه يهتم بصدق بشخصيته المألوفة Guillermo ، إلا أنه يجد صعوبة في التعبير عنها. ناندور أيضًا ساذج تمامًا لأساليب المجتمع الحديث والبشر، مما يؤدي غالبًا إلى إحباط غييرمو منه.
- مات بيري مثل ليزلي «لازلو» كرافينسوورث - مصاص دماء بريطاني نبيل تحولت إليه ناديا وهي الآن متزوجة منها. غالبًا ما يكون مشغولًا بأفكار الجنس وهو ممثل إباحي سابق. كما أنه يستمتع بصنع تماثيل توبيارية للفرج في الفناء، بما في ذلك منحوتات زوجته وأمه. اعترف في الموسم الأول بأنه كان جاك السفاح.
- ناتاسيا ديميتريو بدور ناديا من أنتيباكسوس - مصاصة دماء يونانية رومانية حوّلها لازلو إلى مصاص دماء وتزوجا فيما بعد. غالبًا ما تشعر بالإحباط من زملائها في المنزل من الذكور والحنين إلى حياتها البشرية. لقد أقامت علاقة غرامية مع فارس متجسد يدعى جريجور لمئات السنين، فقط من أجل قطع رأسه في كل تناسخ.
  - يلعب ديميتريو أيضًا دور شبح ناديا الذي يسكن دمية، وهي شخصية متكررة منذ الموسم الثاني.
- Harvey Guillén في دور Guillermo de la Cruz - مألوف ناندور اللاتيني الذي طالت معاناته. على الرغم من إحباطه من عبء العمل غير المعقول وتجاهل ناندور لوفاته، فقد خدم سيده لأكثر من عقد على أمل أن يصبح مصاص دماء، وهو حلم مستوحى من أرماند في عام 1994 مقابلة مع مصاص الدماء . في أواخر الموسم الأول، اكتشف غييرمو أنه سليل صياد مصاصي الدماء الشهير أبراهام فان هيلسينج، وأثبت أنه ماهر جدًا في قتل مصاصي الدماء (بما في ذلك عن طريق الصدفة)، مما منحه مشاعر متضاربة حول رغبته في أن يصبح مصاص دماء. تؤدي مهارة Guillermo كقاتل مصاص دماء إلى أن يصبح حارسًا شخصيًا لـ Nandor و Nadja و Laszlo في الموسم الثالث. يكشف أنه مثلي الجنس في الموسم الرابع، يخرج إلى عائلته، مع اضطرار ناديا إلى محو ذكرياتهم عن اعتراف Guillermo عن رغبته في أن يصبح مصاص دماء.
- مارك بروكس في دور كولين روبنسون (المواسم 1–3) والطفل كولين «الصبي» (الموسم 4 حتى الآن) - مصاص دماء للطاقة يعيش في الطابق السفلي. إنه يعيش من خلال استنزاف طاقات البشر ومصاصي الدماء من خلال الشعور بالملل أو الإحباط. بصفته «مشيًا ليوم واحد»، لا يتأذى من أشعة الشمس أو دخول الكنائس، وهو قادر على العمل في مكتب صغير الحجم ويتغذى على إحباطات زملائه في العمل. على عكس الآخرين، لا يُظهر أي علامة خارجية على مصاص الدماء باستثناء أن قزحية العين تتوهج عندما يتغذى على الطاقة، ويظهر انعكاسه صورة شاحبة وبالية من نفسه. ينزعج الآخرون باستمرار منه ويحاولون في كثير من الأحيان تجنب الارتباط به. بعد وفاة كولين روبنسون في خاتمة الموسم الثالث، انفجر نسله الرضيع (كما صوره بروكش) من صدره، الذي اختار لازلو (بعد أن أصبح صديقًا لكولن الأصلي) أن يربيه على أنه طفله.[9]

### شخصيات ثانوية
- أنتوني أتامانويك في دور شون رينالدي - الجار البشري المجاور. يشاهد أحيانًا لازلو وهو يفعل شيئًا مصاصًا للدماء، ولكن من السهل تنويمه في نسيان كل شيء. يجنبه مصاصو الدماء لأنه يحضر صناديق القمامة الخاصة بهم عندما ينسون، على الرغم من أن لازلو يعتبر شون أفضل صديق له.
- Beanie Feldstein بدور جينا - LARPer والعذراء الذين استدرجهم Guillermo لمصاصي الدماء ليتغذوا بها. تم تحويلها لاحقًا إلى مصاص دماء من قبل ناديا الذي شهد معاملتها سيئة من قبل أقرانها. أثناء تدريبها على مصاصي الدماء مع ناديا، اكتشفت أن لديها قدرة نادرة على التحول إلى غير مرئية، وهو ما يتناسب مع ميل الناس لتجاهلها. (الموسم 1)
- دوج جونز مثل بارون أفاناس - مصاص دماء قديم من البلد القديم يعتقد أن مصاصي الدماء يجب أن يحكموا العالم. كان لكل من ناديا ولازلو علاقات سرية مع البارون على الرغم من افتقاره إلى الأعضاء التناسلية. في وقت لاحق تم الكشف عن أنه ليس بارون في الواقع، ولكنه ببساطة "عاقر" لأنه لم يكن قادرًا على إنجاب الأطفال. في الموسم الأول، قتل غييرمو البارون عن غير قصد بفتح باب وتعريضه لأشعة الشمس. لكن في الموسم الثالث، تبين أنه نجا بصعوبة، وإن كان رأسه وجذعه وذراعه اليسرى. لقد استعاد جسده بالكامل أخيرًا بمظهر أكثر شبابًا في الموسم الرابع. (المواسم 1، 3-4)
- Nick Kroll بدور Simon the Devious - مصاص دماء يحكم مصاصي الدماء في مانهاتن ويمتلك ملهى Sassy Cat الليلي. لقد كان صديقًا مقربًا لثلاثي جزيرة ستاتن عندما وصل جميع مصاصي الدماء إلى أمريكا. إنه مهووس بقبعة لازلو الملعونة المصنوعة من جلد الساحرة. (مواسم الضيف 1–2، 4)
- جيك مكدورمان مثل جيف سكلر - تناسخ من جريجور عاشق ناديا البشري السابق، وهو فارس قُتل بقطع الرأس في كل من حياته. يستعيد ناديا في النهاية ذكريات جيف عن حياته السابقة حتى يكون أكثر شبهاً بذاته السابقة، مما يؤدي به إلى الوقوع في الجنون والالتزام بمؤسسة عقلية. تم الكشف لاحقًا لـ Nadja و Gregor أن Laszlo كان يتسبب في وفاة كل من عبر التاريخ، وهو ما فعله مرة أخرى. (الموسم 1 ؛ موسم الضيف 2)
- Veronika Slowikowska بدور Shanice - زميلة Jenna في الغرفة التي تشهد تحولها إلى مصاص دماء. انضمت Shanice لاحقًا إلى Mosquito Collectors في Tri-State Area ، وهو فريق سري من صيادي مصاصي الدماء الهواة. (المواسم 1 - 2)
- كريستين شال بدور المرشدة (تُعرف أيضًا باسم «المرأة العائمة») - مبعوثة من مجلس مصاصي الدماء تحب أن تطفو وتتحدث أحيانًا بصوت شيطاني. (المواسم 3-4 ؛ موسم الضيف 1)
- ماريسا جاريت وينوكور بدور شارمين - زوجة شون. (المواسم 2-4)
- أنوب ديساي بدور الجن - الجني السحري لناندور (الموسم 4)
- باريسا فخري بدور مروة - زوجة ناندور السابقة المقامة، خطيبته الآن (الموسم 4)
- كريس سانديفورد مثل ديريك - تحول صياد مصاصي دماء إلى مصاص دماء (مواسم 2-4)